# Phytometra suffusa
Phytometra suffusa är en fjärilsart som beskrevs av Tutt 1892. Phytometra suffusa ingår i släktet Phytometra och familjen nattflyn. Inga underarter finns listade i Catalogue of Life.